# Kraftwerk Lenggries-Fleck
Das Wasserkraftwerk Fleck ist ein Laufwasserkraftwerk in Fleck, einem Ortsteil von Lenggries, einer Gemeinde im oberbayerischen Landkreis Bad Tölz-Wolfratshausen. 
Das Kraftwerk nutzt das Wasser der Isar über einen zwei Flussschleifen abkürzenden zwei Kilometer langen Kanal. 

## Geschichte
Das Flecker Wehr (Senkbaum) wurde 1862 gebaut, um ein Sägewerk zu betreiben. Die Säge wurde durch einen Brand im Jahr 1904 zerstört. 1909 baute man eine damals moderne Papierfabrik zur Produktion von Pappe aus Holzstoff. Dazu wurden zwei Voith-Francis-Turbinen in Betrieb genommen, die die Schleife mit Energie versorgten. Nach Umstellung auf Altpapier (ca. 1965) nutzte man die Wasserkraft zur Stromerzeugung weiter. Im Jahr 2004 wurde das Krafthaus erneuert und eine Kaplan-Rohrturbine mit einer Leistung von 0,55 MW installiert.